# 桓嘉
桓嘉（？ - 253年2月8日），表字不詳，三國時曹魏官員，尚書令桓階之子。

## 生平
桓嘉登場於《三國志》的桓階傳、三嗣主傳及諸葛恪傳中，父親桓階死後繼承其安乐乡侯爵位，並娶魏國升遷亭公主為妻。官至樂安太守。公元252年，桓嘉隨諸葛誕、胡遵、韓綜（吳將韓當之子）等將領征討東吳，在東興之戰中於253年同韓綜戰死。諡號為「壯」，由兒子桓翊嗣位。
在明清小說《三國演義》中，桓嘉登場於第一零八回，當時他與韓綜參與東興之戰，隸屬胡遵麾下。二人奉命攻取東興大堤的左右二城，在岸邊駐軍時遭到東吳老將丁奉雪中奮短兵，發動突襲。桓嘉綽槍對抗，丁奉挾住其槍桿，以飛刀刺傷桓嘉，最後被丁奉以槍刺殺而死。